# Gleb Pisarevski
Gleb Olégovich Pisarevski –en ruso, Глеб Олегович Писаревский– (Arjánguelsk, URSS, 28 de junio de 1976) es un deportista ruso que compitió en halterofilia.
Participó en los Juegos Olímpicos de Atenas 2004, obteniendo una medalla de bronce en la categoría de 105 kg. Ganó una medalla de plata en el Campeonato Europeo de Halterofilia de 2007.

## Palmarés internacional
| Juegos Olímpicos   | Juegos Olímpicos      | Juegos Olímpicos  | Juegos Olímpicos |
| Año                | Lugar                 | Medalla           | Categoría        |
| ------------------ | --------------------- | ----------------- | ---------------- |
| 2004               | Atenas (Grecia)       | Medalla de bronce | 105 kg           |
| Campeonato Europeo |                       |                   |                  |
| Año                | Lugar                 | Medalla           | Categoría        |
| 2007               | Estrasburgo (Francia) | Medalla de plata  | 105 kg           |